# Eupithecia zibellinata
Eupithecia zibellinata là một loài bướm đêm trong họ Geometridae.